# Nara Baré
Francinara Soares Martins Baré, também conhecida como Nara Baré (São Gabriel da cachoeira, Estado do Amazonas, 1977) é uma ativista ambiental que pertence a etnia do povo indígena Baré. Nara Baré luta pelos direitos dos povos indígenas e pelos direitos das mulheres. Ficou conhecida nacionalmente e internacionalmente por ser a primeira mulher a frente da Coordenação das Organizações Indígenas da Amazônia Brasileira (COIAB). Além de ser uma liderança indígena e mulher, exerce suas funções politicamente posicionada frente às tomadas de decisões que possam, possivelmente, afetar os povos indígenas e o meio ambiente. Assim, tem visibilidade nos movimentos de militância a partir de seus posicionamentos e embates na luta  pelos povos indígenas. 

## Biografia
Nara Baré nasceu em São Gabriel da Cachoeira, município do estado do Amazonas. Sua mãe pertence a etnia indígena Baré e seu pai é paraibano. É casada com um homem que não pertence a nenhuma etnia indígena, com o qual possui um filho. Nara Baré cursou graduação em administração na Universidade Estadual do Amazonas (UEA), na qual participou do Movimento dos Estudantes Indígenas do Amazonas (MEIAM). Em 2023, Nara Baré reside em Manaus, onde continua atuando nos movimentos indígenas. É uma mulher indígena líder da Coordenação das Organizações Indígenas da Amazônia Brasileira (COIAB). Antes de assumir a coordenação da COIAB, Nara Baré foi tesoureira da mesma no ano de 2013.

## Atuação Política
Na atuação da coordenação geral da COIAB desde 2017, Nara Baré foi à Roma, em 2018, para participar do Festival dos Direitos Humanos, em Milão. Durante a sua estadia lá, concedeu entrevista a Rádio França Internacional e relatou uma série de insatisfações políticas e sociais sobre o governo federal brasileiro e a atuação de missões religiosas nos territórios indígenas. Relatou ainda a responsabilidade do Estado sobre a demarcação dos territórios indígenas e a insatisfação de várias etnias com a nomeação de um general do exército para a direção da Funai. Além disso, no Brasil, em 2022, expos a situação do povo Yanomami (ianomâmis) e o genocídio sofrido pelos povos indígenas. Em decorrência da  luta pelos direitos dos povos indígenas, foi premiada com o Prêmio Franco Alemão de Direitos Humanos e do Estado de Direitos em 2020. Luta em defesa do seu povo e pelo interesse comum de todos os povos indígenas do Brasil, no que diz respeito à proteção de seus territórios. 

### Combate à Covid-19 e ao desmatamento
Durante a pandemia de Covid-19, Nara esteve a frente de Movimento Indígenas lutando para garantir a seguridade e saúde dos povos indígenas na Amazônia. Foi militante na questão das queimadas e no desmatamento durante o governo que compreendeu o período de 2019 a 2022. Esteve em jornais, revistas, rádios e emissoras de televisão relatando a condição dos povos indígenas, principalmente na sua cidade natal, São Gabriel da Cachoeira.
As lideranças indígenas estavam com o apoio da Funai, que esteve a frente do combate à Covid-19, de maneira que restringia a entrada e contato de pessoas com os povos indígenas nas suas terras sem a devida permissividade do governo federal, ministérios e organizações governamentais de proteção aos mesmos.
Em 2020, a sua participação na OEA para falar sobre a situação dos povos indígenas durante a pandemia de Covid-19 foi vetada pelo governo brasileiro. Assim, inúmeros setores se solidarizaram com a situação ocorrida com a líder indígena fazendo com que houvessem inúmeras notas de solidariedade a ela e de repúdio ao posicionamento estatal.

## Prêmios
- Prêmio Franco Alemão de Direitos Humanos e do Estado de Direitos em 2020.[9]

O prêmio é reconhecido de maneira internacional e reconhece pessoas e/ou lideranças que prestam relevantes contribuições à favor do meio ambiente. Na cerimônia de recebimento da premiação, Nara Baré comentou: "garantia ao direito fundamental: de viver!". Com esta fala, Nara posicionou-se, mais uma vez, pelo reconhecimento legítimo, fortalecimento e mobilização dos povos tradicionais que habitam o território nacional brasileiro. 